# Ferdinando Paër
Ferdinando Paër vagy Ferdinando Paer (eredetileg Ferdinando Francisco Pär; Parma, Parmai Hercegség, 1771. június 1. – Párizs, Franciaország, 1839. május 3.) itáliai születésű, 1807-től Franciaországban élő és alkotó zeneszerző, karmester. A 19. század első évtizedeiben Simone Mayr mellett az olasz operairodalom legjelentősebb, napjainkra népszerűségét vesztett alakja. Az első komponisták egyike, akik a nagyopera (opera seria) és a vígopera (opera buffa) között álló ún. „félkomoly opera” (opera semiseria) műfajában alkottak maradandót.

## Élete
Parmában született, édesapja, a német származású Giulio Pär a hercegi udvari zenekar trombitása és kürtöse, édesanyja Francesca Cutica volt. Ferdinandót Pär néven anyakönyvezték és közel negyvenéves koráig maga is így írta alá nevét, csak 1810-ben tért át a Paër alakra. Zenei tehetségére apja korán felfigyelt, s a fiú Gian Francesco Fortunatinál és Gasparo Ghirettinél tanult zeneszerzést. Első, Orphée et Euridice című melodrámáját húszéves korában, 1791-ben láthatta szülővárosa nagyközönsége. 1792-ben a karnevál idején mutatták be Velencében Circe című rondóját, amellyel nagy feltűnést keltett. Ennek librettóján Paër már mint a parmai herceg karnagya (maestro di cappella) szerepelt, holott e címét hivatalosan csak 1792. július 23-án kapta meg. Még ugyanabban az évben sikert aratott Parmában színpadra állított, Le astuzie amorose című vígoperájával, s a következő években Itália-szerte játszották műveit.
1796-ban a Parmai Hercegséget elfoglaló Bonaparte Napóleon csapatai elől Velencébe költözött. Ott színházi karmester lett, és feleségül vette Francesca Riccardi operaénekesnőt. 1797-ben nejét a bécsi operaházba szólította szerződése, Paër pedig – követve feleségét a császárvárosba – elnyerte a Kärntnertortheater zeneigazgatói állását. Bécsben énekmestere lett Ferenc császár legidősebb leányának, Mária Ludovika főhercegnőnek (a későbbi Mária Lujza francia császárnénak). 1801-ben a szász választófejedelem, III. Frigyes Ágost hívta meg drezdai udvarába, ahol Paër 1803. január 29-étől kapellmeister (udvari karmester és karnagy) lett.
1806 októberében a városon átvonuló Napóleon császár szolgálatába szegődött, s követte őt Poznańba, Varsóba és Berlinbe, végül Párizsba is. Még Varsóban, 1807. január 14-én vette át Giovanni Paisiello helyét, s a császári udvari zenekar karnagya (maître de chapelle) lett, amely évi 12 ezer frank jövedelemmel járt. Emellett, Párizsba érkezve elfoglalta a párizsi operaház, az Opéra comique direktori székét is. 1810-ben ő komponálta I. Napóleon és Mária Lujza nászindulóját. 1812-ben átvette az operadarabokat játszó Théâtre Italien vezetését, s Napóleon bukása után, 1814-től többi tisztségét elveszítve csak ezt az intézményt irányította tovább. Emellett magántanítványokat is vállalt (köztük például 1824-ben az ifjú Liszt Ferencet). 1824. január 12-én Gioachino Rossinit nevezték ki a Théâtre Italien élére, aki – bár Paër korábban kitartóan intrikált ellene – társdirektorként megtartotta pozíciójában. Végül 1826. november 25-én a korábban feltárt pénzügyi szabálytalanságok ürügyén mégis megvált Paërtől.
Paër 1831-ben megkapta a francia állampolgárságot. 1832-től haláláig Lajos Fülöp, a „polgárkirály” kamara-zeneigazgatója, azaz az akadémiai zenekar karnagya volt.

## Életműve
Paër élete során legkevesebb ötvenöt operát, emellett oratóriumokat, miséket, kantátákat, szimfóniákat, kamaradarabokat és dalokat szerzett. Kompozícióin erősen érzékelhető Domenico Cimarosa és Giovanni Paisiello klasszicista zenéjének hatása, amelyre rárakódott a Bécsben töltött évek alatt megtapasztalt nagyzenekari stíl formanyelve is. E behatások kiforrott összegződéseként írta meg az 1800-as évek elején legjelentősebb színpadi műveit (Camilla ossia Il sotteraneo; Achille). Művei megkomponálásakor a virtuóz vokális szólamokra helyezte a hangsúlyt, emellett gondoskodott a hatásos, lebilincselő színpadra állításról is. Műveinek előadásait általában maga vezényelte.
Noha a 19. század első évtizedeiben operáit nagy sikerrel játszották Európa-szerte, a század második felétől művei népszerűségüket veszítették és mind ritkábban szerepeltek dalszínházak repertoárján.

### Főbb művei
Az alábbiakban Paër jelentősebb műveinek felsorolása található a műfaj, a bemutató évének és helyszínének, valamint a librettó szerzőjének megadásával.
- Orphée et Euridice, melodráma, 1791, Parma
- Circe, rondó, 1792, Velence, Domenico Perelli
- Le astuzie amorose ossia Il tempo fa giustizia a tutti, vígopera, 1792, Parma, Antonio Brambilla
- I portenti del magnetismo, vígopera, 1793, Velence
- I pretendenti burlati, vígopera, 1793, Parma, Gian Carlo Grossardi
- L’ora fa tutto, vígopera, 1793, Milánó, Angelo Anelli
- Il nuovo Figaro, vígopera, 1794, Parma, Lorenzo Da Ponte
- Il matrimonio improvviso, farce, 1794, Velence, Giuseppe Maria Foppa
- I molinari, farce, 1794, Velence, Giuseppe Maria Foppa
- L’Idomeneo, rondó, 1794, Firenze, Gaetano Sertor
- Una in bene e una in male, vígopera, 1794, Róma, Giuseppe Maria Foppa
- L’intrigo amoroso, vígopera, 1795, Velence, Giovanni Bertati
- La Rossana, nagyopera, 1795, Milánó, Aurelio Aureli
- Anna, vígopera, 1795, Padova
- Griselda ossia La virtù al cimento, rondó, 1798, Parma, Angelo Anelli
- Camilla ossia Il sotteraneo, rondó, 1799, Bécs, Giuseppe Carpani
- Achille, melodráma, 1801, Bécs, Giovanni De Gamerra
- I fuorusciti di Firenze, opera semiseria, 1802, Drezda, Angelo Anelli
- Sargino ossia L’allievo dell’amore, 1803, Drezda, Giuseppe Maria Foppa
- Leonora, ossia L’amore coniugale, 1804, Drezda, Giovanni Schmidt
- Sofonisba, rondó, 1805, Bologna, Giovanni Schmidt
- Agnese, opera semiseria, 1809, Parma, Luigi Buonavoglia
- L’eroismo in amore, nagyopera, 1815, Milánó, Luigi Romanelli
- Le maître de chapelle ou Le super imprévu, farce, 1821, Párizs, S. Gay